# فرودگاه پورتو کابزاس
فرودگاه پورتو کابزاس (به انگلیسی: Puerto Cabezas Airport) یک فرودگاه نظامی و همگانی با کد یاتا PUZ است که یک باند فرود آسفالت دارد و طول باند آن ۲۴۷۸ متر است. این فرودگاه در کشور نیکاراگوئه قرار دارد .

## شرکت‌های هواپیمایی و مقصدهای پروازی
The terminal currently services daily regular flights by airline اویانکا نیکاراگوئه as well as for charter flights (air taxis) to Managua and other air terminals on the Caribbean coast. The terminal operates during daytime only.
| شرکت‌های هواپیمایی  | مقصدهای پروازی                 |
| ------------------ | ------------------------------ |
| اویانکا نیکاراگوئه | بلوفیلدز، اوگوستو سزار ساندینو |